# Cogito ergo sum

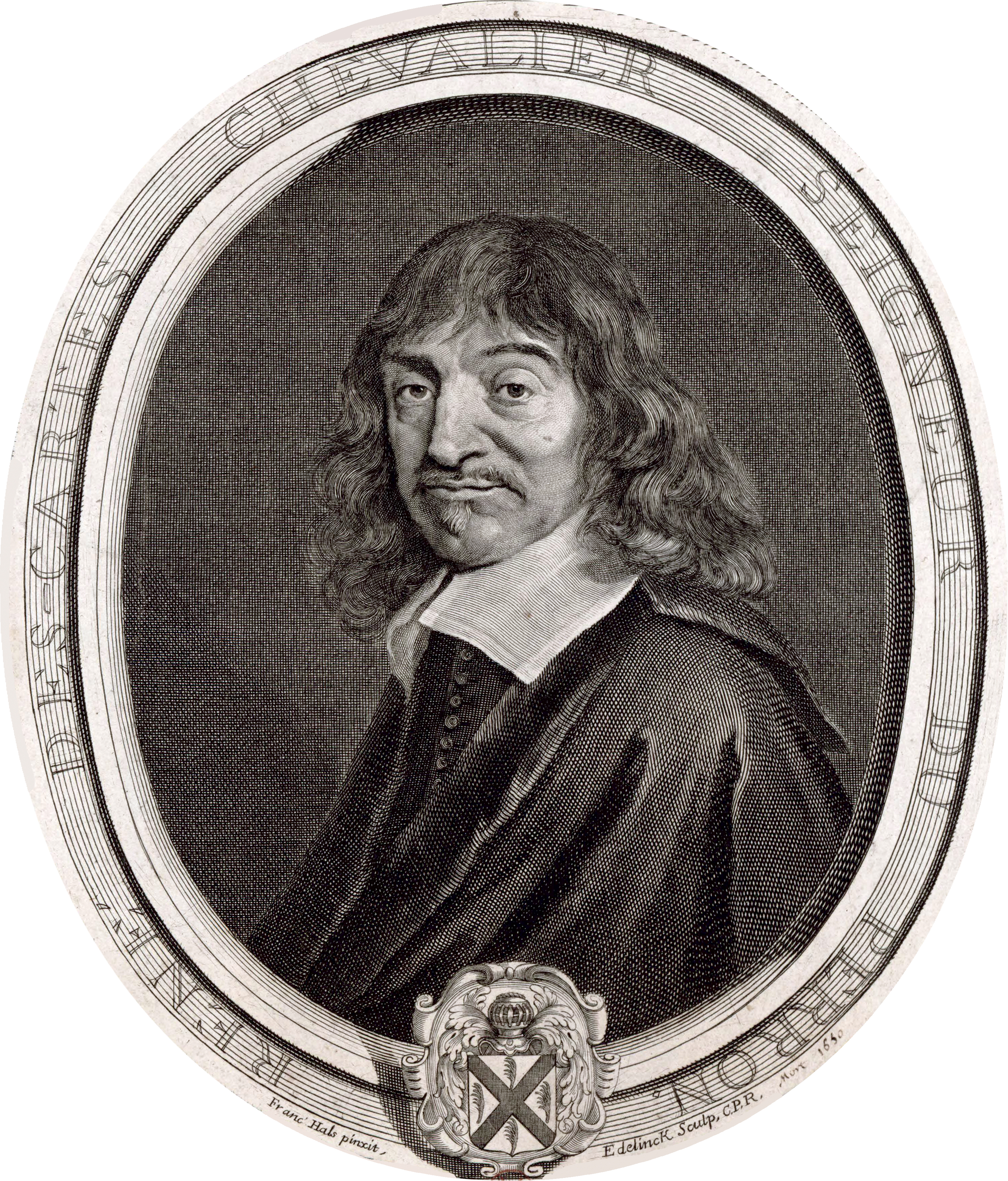
René Descartes

A cogito ergo sum (ejtsd: kogito ergo szum) René Descartes francia filozófustól származó latin kifejezés, amelynek jelentése „gondolkodom, tehát vagyok”. Eredetileg franciául közölte az Értekezés a módszerről című művében, „je pense, donc je suis”. Descartes a „cogito ergo sum”-tételt tette meg filozófiája alapelvének – ennek segítségével kívánta biztos módszertani alapokra helyezni filozófiáját és annak kiindulópontját.  Descartes a módszeres kétely Archiválva 2015. október 5-i dátummal a Wayback Machine-ben által jut el a „cogito ergo sum” tételéig: felteszi, hogy az érzékszervei becsapják, körülötte minden csak illúzió, nincs semmiféle bizonyosság. Ebben az esetben egy dologban még mindig biztos lehet: hogy ő, aki mindezt gondolta, létezik.

## A cogito-argumentum
Descartes szerint a mindennapi életben megtalálható tudástípusok mind megkérdőjelezhetőek. Ennek következtében hamisnak tarthatunk minden elvi kétellyel illethető állítást. Feltételezzük, hogy egy gonosz szellem meg akar téveszteni bennünket, a cél pedig egy olyan alap megtalálása, ami ennek a démonnak is ellenáll. Ha az egyén meggyőződött a világ, az érzékszervek, a testek hamisságáról, egyúttal arról is meg kellett győződnie, hogy ő, aki hamisnak tartja mindezt, az elmélkedő én, létezik. Azonban a létezés ekkor csak a gondolkodás formájában jelenik meg. Tehát gondolkodván létezünk.
Ennek a fajta módszeres kételkedésnek azonban meghatározott célja van: az emberi megismerés biztos, kétségbevonhatatlan alapjainak felkeresése. A cogito funkciója tehát a megismerés lehetőségfeltételeinek megragadása.

## A cogito-érv három legfontosabb előfordulási helye időrendi sorrendben
1. „Elhatároztam, hogy felteszem: mindazok a dolgok, amelyek valaha is bejutottak elmémbe, nem igazabbak, mint álmaim csaló képei. De csakhamar láttam, hogy mialatt így mindent hamisnak akartam felfogni, szükségképp kellett, hogy én, aki ezt gondoltam, legyek valami. S mivel észrevettem, hogy ez az igazság: gondolkodom, tehát vagyok, olyan szilárd és olyan biztos, hogy a szkeptikusok legtúlzóbb feltevései sem képesek azt megingatni, azért úgy gondoltam, hogy aggály nélkül elfogadhatom a filozófia amaz első elvének, amelyet kerestem.”[3](1637)
2. „De hiszen már meggyőztem magam arról, hogy nincs a világon semmi sem: nincs ég, nincs föld, nincsenek elmék, nincsenek testek. Nem győztem-e meg magam ezáltal már arról is, hogy én magam sem létezem? Semmiképp! Bizonyos, hogy én voltam, ha egyszer meggyőztem magamat valamiről. Igen ám, de ha van valamiféle rendkívül agyafúrt csaló, aki állandóan megtéveszt engem, méghozzá szándékosan? Nos hát akkor aligha kérdéses, hogy én is vagyok, ha egyszer engem téveszt meg! Tévesszen csak meg amennyire tud, azt mégsem lesz képes elérni sohasem, hogy ameddig azt gondolom, vagyok valami, semmi se legyek. Olyannyira, hogy – mindent kellően megfontolván – végül is le kell szögezni: az „én vagyok, én létezem” kijelentés – valahányszor kimondom, vagy elmémmel megragadom – szükségszerűen igaz.”[4](1641)
3. „Miközben azonban így mindent elvetünk, amiről csak valamelyest is kételkedhetünk, s ráadásul azt ötölve ki, hogy mindezek a dolgok egyenesen hamisak, azt ugyan könnyedén feltételezhetjük, hogy nincs semmiféle Isten, nincs ég, nincsenek testek; hogy nekünk magunknak sincs kezünk, nincs lábunk s végül: egyáltalán nincs testünk. Azt azonban ezen az alapon már nem tehetjük föl, hogy mi, akik efféle gondolatokat gondolunk, semmik se vagyunk: ellentmondást foglal ugyanis magában az, ha feltesszük, hogy aki gondolkodik, az ugyanabban az időpontban, amelyben gondolkodik, nem létezik. S ennélfogva ez az ismeret – én gondolkodom, tehát vagyok – valamennyi ismeret közül az első s legbizonyosabb, amely bárkinek, aki a rendnek megfelelően filozofál, eszébe ötlik.”[5](1644)

## A fogalom előzményei
Gyakran tekintik a descartes-i cogito ergo sum előzményének a Szent Ágoston által megfogalmazott „ha csalatkozom, vagyok” ['si fallor, sum'] tételt. A párhuzam gondolata már Descartes korában is megjelent, többek között Anotine Arnauld tesz róla említést: „A Hírneves Férfiú ugyanezt tette meg egész filozófiája kiinduló elvéül, amit az isteni Augustinus is.”
Ágoston A szabad akaratról című művének második könyvében így ír:
Ezért legelőször azt kérdezem, hogy a legkézenfekvőbb dologból induljunk ki: te magad létezel-e? Vagy félsz talán, hogy csalatkoznod kell? Természetesen, ha nem lennél, akkor nem is csalatkozhatnál.
Az Isten városáról című művének XI. könyvében is megjelenik a gondolat:
Mert vagyunk, s tudjuk, hogy vagyunk, s e létet, illetve tudást szeretjük. E három dolgot illetőleg semmiféle valószerűen ható hamisság nem zavar meg. […] Ezeknek az igazságoknak az esetében nem félek az Akadémikusok egyetlen érvétől sem, akik azt mondogatják: »Mi van, ha csalatkozol?« Ha ugyanis csalatkozom, vagyok. Hiszen aki nincs, az nem is csalatkozhat semmi módon – így aztán vagyok, ha egyszer csalatkozom. Minthogy pedig, ha csalatkozom, vagyok, hogyan csalatkozhatnék létemet illetően, amikor bizonyos, hogy vagyok, ha egyszer csalatkozom?
A két szerző közti történeti hatás valószínűsíthető, ugyanakkor Descartes úgy gondolta, hogy a felszíni, formális rokonságon túl a két cogito teljesen eltérő kontextusok része. Ezt úgy érthetjük, hogy míg Descartes-nál a cogitonak kell megalapoznia a megismerést, addig Ágoston nem épít rendszert a cogitora, nem kívánja a kétségbevonhatatlan tudást erre az alapra emelni,  nem tölt be központi szerepet, sőt olyan öntudathoz kapcsolódik, mely az ember teológiai meghatározottságával áll összefüggésben.

## Kritika

### Descartes kortársai
A „cogito ergo sum” legelső előfordulása az 1637-es Értekezés a módszerről című munkájában található meg. Az alaptétel felbukkanásától kezdve vitákat váltott ki, már Descartes kortársai körében is. Descartes-tal szemben felmerült a szillogizmus vádja, ami a cogito-érv esetében így nézne ki:
(A) Mindaz, ami gondolkodik, van.
(B) Én gondolkodom.
(C) Tehát vagyok.
Ebben az esetben egy nem teljes következtetésről lenne szó, vagyis entimémáról, az egyik premissza elhallgatásáról. Descartes alapvetően elutasította a szillogizmus vádját, már csak azért is, mert magáról a szillogizmus módszeréről úgy gondolta, hogy az nem juttat új ismeretekhez.  Később azonban így ír A filozófia alapelveiben: „A gondolkodom, tehát vagyok következtetés előtt lehetséges tudni ama főtételt: mindaz, ami gondolkodik, van, mivel ez ténylegesen megelőzi következtetésemet, s ez a következtetés rajta nyugszik.”
Pierre Gassendi, az Elmélkedésekkel kapcsolatos ellenvetések ötödik sorozatának szerzője a gondolkodás kitüntetettségét kérdőjelezte meg: „ugyanezt a következtetést bármely más cselekedetből is levonhattad volna, mivel a természetes világosság által nyilvánvaló, hogy mindaz, ami cselekszik, létezik”.

### Modern
Rudolf Carnap formális logikai szempontból két logikai hibát talál a cogito ergo sum állításban. Az első hibát a „vagyok”-kal kapcsolatban állapítja meg. Descartes a „lenni” igét az egzisztencia értelmében használja, egzisztencia azonban csak egy predikátummal kapcsolatban mondható ki. Így a helyes egzisztenciális mondat nem az „a létezik”(jelen esetben „én létezem”), hanem a „létezik valami ilyen és ilyen" formájú mondat. A másik hiba a „gondolkodom” és a „vagyok” közti átmenet. A „gondolkodom” ebben az esetben egy tulajdonság, amely a szubsztancia vonatkozásában nem mondhatja ki az egzisztenciát, vagyis nem az következik belőle, hogy „vagyok”, hanem az, hogy „létezik valami, ami gondolkodik”.
Adorno kritikája is logikai jellegű. Szerinte többek között a descartes-i filozófia is a lét- és gondolkodási struktúrák megegyezését kívánta kimutatni, amihez szükség van egy első alapelvre. Ha pedig a gondolkodó ént tételezzük fel első alapelvként, mint ahogy azt Descartes tette, akkor azzal elvágjuk magunkat a világhoz vezető úttól. Adorno általában elutasította az alapelvekre törekvő filozófiákat, illetve a logikára épülő gondolkodást, ebben a kontextusban kritizálja Descartes-ot is.

### Posztmodern
Lyotard kritikáját egyfelől nyelvi fejtegetésre alapozza. Mivel az „én gondolkodom” állításban az „én” névmás deiktikus, azaz rámutató jellegű, vagyis egy jelenvaló dologra mutat rá, akkor egyértelmű és nincs szükség további megalapozására. Másfelől Lyotard megkérdőjelezi az „én gondolkodom” és az „én létezem” logikai összekapcsolhatóságának jogosultságát. Az „én gondolkodom”-ból nem következik az „én vagyok”, mivel szerinte ezek csak tétel-események, illetve azok egymás mellé sorolása. Lyotard szintén egy tágabb elképzelés keretein belül fogalmazza meg a Descartes-tal szembeni kritikát: a rendszeres filozófia, a rendszeralkotás általános elutasítása.
Derrida szerint Descartes saját őrületének a lehetőségét is beleveszi abba a feltételezésébe, hogy mi van akkor, ha egy gonosz démon irányítja ítéleteit (ami a cogito-érv előzménye). Ennek a hipotézisnek az állapotában, mivel nem zárja ki az őrületet, nem lehet meggyőződve sem a feltételezett önreflexióról, sem saját nyelvének felállított normáinak érvényességéről. Így, ha a cogito ergo sum tézise minden kételynek ellenáll, akkor ez a bizonyosság még az őrületben is érvényes. Derrida célja a racionális cogito leértékelése, és egy olyan kiindulópont megtalálása, ahol a racionális előtti gondolkodásban még nem válik el az ész és az őrültség.
Hintikka interpretációja a „nem létezem” kijelentésből indul ki. A „nem létezem” állítás feltételezi a létezésemet, azt, amit tagadni próbál. Így, mivel a „nem létezem” állítást nem lehet igaz módon elgondolni, ez egy önfelszámoló kijelentés. A „létezem” állítás elgondolása automatikusan igazolja önmagát. A „létezem” csak igaz módon elgondolható kijelentés. A létezés minden tevékenység előfeltétele, ezért az „én létezem” állítás elgondolása során az egyén nem hajt végre semmilyen illokúciós aktust, mivel az állítások vagy kijelentések nem képesek előfeltételezni semmit.  Az önmegerősítő „elgondolom önmagamat” kijelentés kétségbevonhatatlanságának csak nyelvi okai vannak, ezért „cogito ergo sum” nem lehet kitüntetett első elv – a tudatra reflektálás evidenciája irreleváns.